# 列治文街
列治文街是加拿大安大略省多倫多的一條東西向街道。

## 歷史
該道路以第四代列治文公爵查理斯·雷諾斯命名。列治文公爵於1818年赴加拿大擔任英屬北美總督。列治文街於1958年兼併公爵夫人街（Duchess Street），並成為一條單向道路，作為通往東邊路及當河谷園林公路坡道修建工程的一部分。

## 路線概述

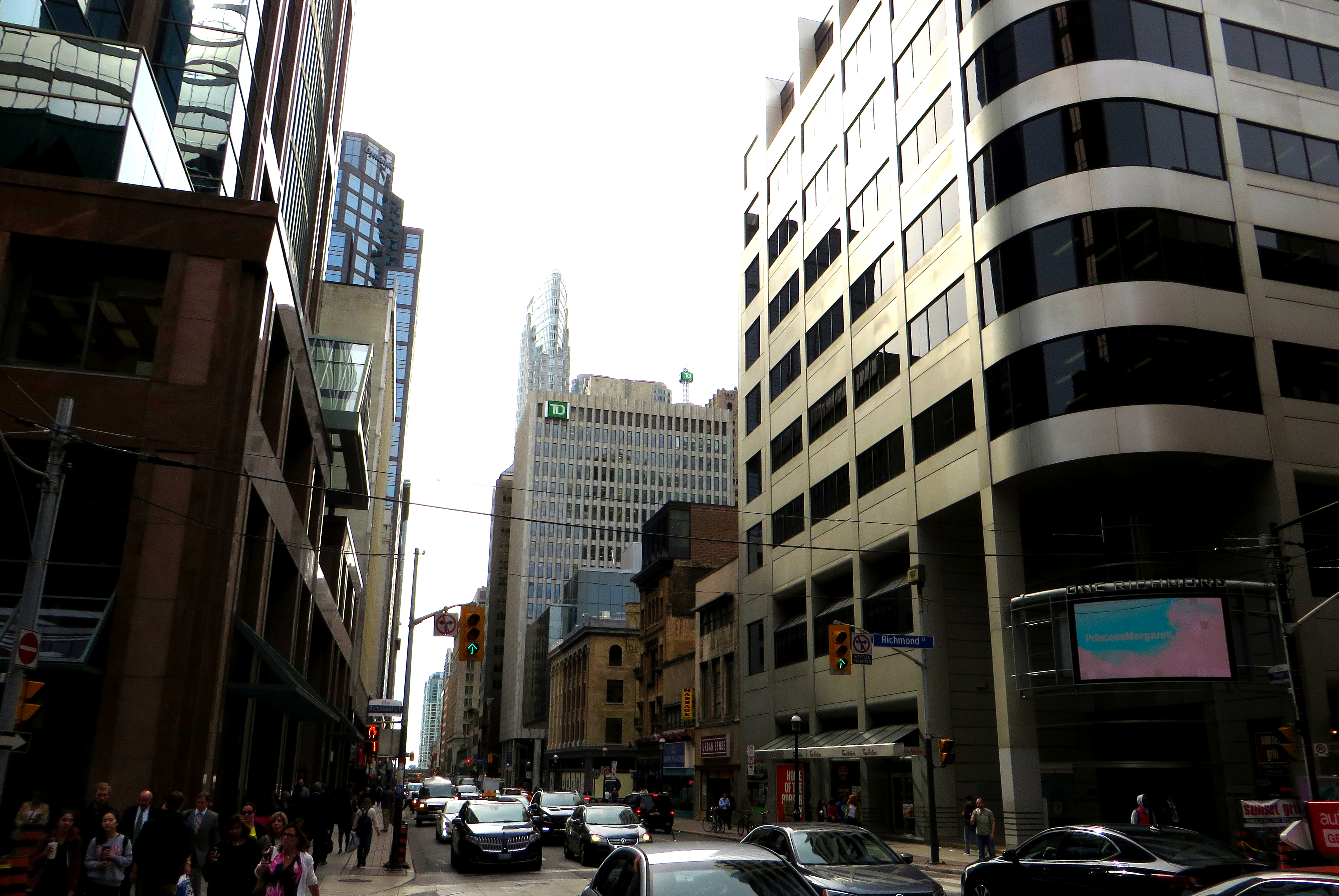
列治文街夾央街，攝於2016年

從央街到史特根路（Strachan Avenue）的列治文街路段為西行單向街道，從尼亞加拉街（Niagara Street）到巴佛士街的列治文街路段為東行單向街道。這條街在史特根路與其西端盡頭巴佛士街之間，是單向街道，兩次轉向。從央街以東到約克街的路段曾被稱為醫院街（Hospital Street）。

### 書目
- Wise, Leonard; Gould, Allan. . Firefly Books. 2000. ISBN 1-55209-386-7.